# Guilaine Graw
Guilaine Graw (nom de jeune fille Belpérin ; née le 5 mars 1971 à Belfort) est une athlète française, spécialiste du saut en hauteur et de l'heptathlon.

## Biographie
Aux Championnats de France d'athlétisme en salle, Guilaine Graw remporte le concours de pentathlon en 1995 et en 1998, et le concours de saut en hauteur en 2002.
Elle est sacrée championne de France de saut en hauteur en 1998 à Dijon et d'heptathlon en en 1994 à Annecy et en 1997 à Fort-de-France.
Elle est médaillée d'argent en heptathlon aux Jeux de la Francophonie de 1997 à Antananarivo.